# Лащ-Таяба
Лащ-Таяба (также Уразгильдино, Тайба; чув. Лаç Таяпа) — село в Яльчикском районе Чувашии. Административный центр Лащ-Таябинского сельского поселения.

## География
Располагается в южной части района, в 18 километрах от районного центра, на берегу реки Лащи.

## История
По преданию село основано чувашами-язычниками из рода Ураскилт, переселившимися сюда из Большой Таябы. Глава рода за помощь во взятии Казани в 1552 году получил от Ивана Грозного эти земли.
В XIX веке село относилось к Тимбаевской волости Буинского уезда Симбирской губернии.
С 1830-х годов крестьяне относились к удельному ведомству.
С 1918 года до 1927 года входило в состав Шемалковской волости.
С 1920 года относилось к Шемалковской волости Буинского кантона ТАССР.
С 1921 года в составе Шемалковской волости Батыревского уезда Чувашской автономной области.
С 1925 года в составе Шемалковской волости Батыревского уезда Чувашской АССР.
С 1927 года относилось к Тайбинскому сельсовету Малояльчиковского района (в 1935 году переименован в Яльчинский) Чувашской АССР.
В 1928 году из села в Кемеровскую область переселилось 28 семей.
В 1935 году создан Лащ-Таябинский сельсовет.
Во время Великой Отечественной войны на фронт ушло 326 уроженцев села, из них 144 человека погибли.
В 1958 году в село проведено радио.
В 1962 году передано в состав Батыревского района.
С 1965 года возвращено в состав Яльчинского района.
В 1967 году в село проведено электричество.
В 2004 году село газифицировано.

## Население
| 2007 | 2010 | 2012  |
| ---- | ---- | ----- |
| 998  | ↘845 | ↗1036 |

В 1859 году в селе числилось 60 дворов, 475 человек. В 2004 году в селе числилось 304 двора, 1008 человек.

## Инфраструктура
В селе имеются: средняя школа, дом культуры, библиотека, отделение врача общей семейной практики, магазины, почтовое отделение, КПП «Псовая охота».

## Знаменитые жители и уроженцы
- В селе родился писатель Василий Эктел.
- Попов, Юрий Алексеевич — председатель госсовета Чувашии.

## Достопримечательности
- Церковь Рождества Пресвятой Богородицы построена в 1840 году.[6]

В. К. Бобков является автором установленного 9 мая 1987 года монумента участникам Великой Отечественной войны в селе Лащ-Таяба Яльчикского района Чувашской Республики.